# Benito Lertxundi
Pour les articles homonymes, voir Lertxundi.
Benito Lertxundi Esoain, né à Orio (Guipuscoa) le 6 janvier 1942, est un chanteur Basque.

## Biographie
Une fois l'école terminée, il rejoint l'École[pas clair] des Arts et Métiers des franciscains de Zarautz. Il y apprend à travailler l'argile et le bois, gagne plusieurs prix et obtient son premier emploi de sculpteur.
En 1965 se prépare le mouvement Ez Dok Amairu, autour duquel évoluent, entre autres, les frères Artze (Jesus Mari y Joxean), José Ángel Irigarai, Lourdes Iriondo, Xabier Lete, Julen Lekuona y Mikel Laboa. Avec l'influence de Jorge Oteiza, ce mouvement prétendait rénover l'art basque et sensibiliser la société, et aboutit a un magnifique lieu d'expérimentation et d'apprentissage. Malgré sa dissolution en 1972, il laissa une influence majeure sur Benito Lertxundi.

## Discographie
- 1971. – Benito Lertxundi – Ez dok amairu
- 1974. – Oro laño mee batek...
- 1975. – ... Eta maita herria, üken dezadan plazera
- 1977. – Zuberoa / Askatasunaren semeei
- 1981. – Altabizkar / Itzaltzuko bardoari
- 1985. – Gaueko ele ixilen baladak - (EP 4 titres)
- 1987. – Mauleko bidean... izatearen mugagabean
- 1989. – Pazko gaierdi ondua
- 1992. – Hitaz oroit
- 1992. – Hunkidura Kuttunak – (Compilation, double CD)
- 1994. – Hunkidura Kuttunak II – (Compilation, double CD)
- 1998. – Auhen sinfonikoa
- 2002. – Nere ekialdean
- 2005. – 40 urtez ikasten egonak  – (En public, double CD)
- 2008. – Itsas ulu zolia
- 2012. – Oroimenaren Oraina